# Callionymus formosanus
Callionymus formosanus är en fiskart som beskrevs av Fricke, 1981. Callionymus formosanus ingår i släktet Callionymus och familjen sjökocksfiskar. Inga underarter finns listade.